# Digonis punctifera
Digonis punctifera är en fjärilsart som beskrevs av Butler 1882. Digonis punctifera ingår i släktet Digonis och familjen mätare. Inga underarter finns listade i Catalogue of Life.